# American Astronautical Society
Pour les articles homonymes, voir AAS.
L'American Astronautical Society (AAS), fondée le 22 janvier 1954 à Springfield (Virginie, États-Unis), est un groupe indépendant scientifique et technique américain voué au progrès des sciences spatiales et à l'exploration spatiale. L'AAS met aussi l'accent sur le renforcement global d'un programme spatial mondial grâce à une coopération avec des organisations spatiales internationales.
L'AAS soutient l'exploration spatiale en accordant des bourses. 
Les membres de l'AAS sont ingénieurs, scientifiques, foncitonnaires, spécialistes militaires de l'espace, physiciens, journalistes, avocats, éducateurs, historiens ou artistes. Des institutions et des entreprises sont également membres de l'AAS.
L'AAS organise des réunions nationales, des colloques et effectue des publications. L'AAS sponsorise des réunions professionnelles et scientifiques. 